# Choctaw Stadium
O Choctaw Stadium é um estádio localizado em Arlington (próximo a Dallas, Texas). Até Fevereiro de 2014 era chamado de Rangers Ballpark in Arlington e Ameriquest Field, mais até Maio de 2004 era chamado de The Ballpark of Arlington e depois foi chamado de Globe Life Park in Arlington até 2021. Foi a casa do time de baseball Texas Rangers, da MLB, de 1994 até 2019.

## História
Inaugurado em 1 de abril de 1994 (num amistoso entre o Rangers e o New York Mets), seguiu a tendência dos estádios em estilo retrô (como o Oriole Park at Camden Yards e o Progressive Field). Tem capacidade para 49.115 torcedores.
Em 7 de maio de 1994 a empresa financeira Ameriquest adquiriu o direito ao nome do estádio por 30 anos, por US$ 75 milhões de dólares. Mas a companhia Globe Life & Accident Insurance Company comprou os direitos do estádio em 5 de Fevereiro de 2014.
Em 25 de agosto de 2021, a empresa Choctaw Casinos & Resorts comprou o naming rights do estádio.
Recebeu o All-star game da MLB em 1995.